# Interlinguistik
Die Interlinguistik ist eine Teildisziplin der Sprachwissenschaft und beschäftigt sich mit Aspekten der Kommunikation zwischen Sprechern unterschiedlicher Sprachen, Möglichkeiten ihrer Verbesserung und mit internationalen Plansprachen.
Ein Interlinguistics Fund (Interlinguistik-Fonds) wird vom Zentrum für Forschung und Dokumentation zum Weltsprachenproblem (Center for Research and Documentation on World Language Problems, CED) verwaltet und von der Esperantic Studies Foundation (ESF) finanziert.

## Bezeichnungen
Die Bezeichnung Interlinguistik erschien zuerst als französische Variante interlinguistique im Jahre 1911 in einer von Jules Meysmans redigierten Zeitschrift. Der Begriff bezog sich dabei auf internationale Plansprachen. Das sind bewusst geschaffene Sprachen, die in der Regel der Erleichterung der Kommunikation zwischen Verschiedensprachigen dienen sollen.
Von den zahlreichen Plansprachenprojekten – und es entstehen ständig neue – haben nur wenige eine Rolle in der Praxis gespielt oder spielen diese noch heute. Die erfolgreichste Plansprache ist Esperanto (1887, von Ludwik Lejzer Zamenhof). Eine gewisse Verbreitung, wenn auch zeitlich begrenzt, hatten vor allem Volapük (1879, Johann Martin Schleyer), Latino sine flexione (1903, Giuseppe Peano), Ido (1907, Louis Couturat), Occidental-Interlingue (1922, Edgar de Wahl) und Interlingua (1951, IALA bzw. Alexander Gode). Hier sind auch die Bliss-Symbole (1949, Charles K. Bliss) zu nennen, die in einem anderen als dem ursprünglich gedachten Feld Bedeutung errangen, nämlich als Hilfsmittel für Menschen, die infolge von motorischen oder kognitiven Behinderungen nicht oder nur sehr eingeschränkt sprachfähig sind.

## Gegenstand der Interlinguistik
Das aus lateinischen Elementen gebildete Wort Interlinguistik lädt wegen seiner Morphemstruktur zur Bezeichnung zweier Wissensbereiche ein:
- /interlingua/ + /istik/: Wissenschaft von den interlinguae, also von den Sprachen, die der Kommunikation zwischen Verschiedensprachigen dienen.

- (/inter/ /linguae/)+istik: Wissenschaft von dem, was zwischen den Sprachen geschieht.

Zu den Sprachen, die in erster Linie der Kommunikation zwischen Verschiedensprachigen dienen, gehören nicht nur die konstruierten Plansprachen, sondern auch die spontan entstandenen Pidginsprachen. In der folgenden Tabelle wird für jeden Typus nur ein Repräsentant genannt.

## Arten von Interlinguae
|                    | Nur gesprochen                 | Gesprochen und geschrieben   | Nur geschrieben                 | Gebärdensprache                                         | Multimediale Sprache |
| ------------------ | ------------------------------ | ---------------------------- | ------------------------------- | ------------------------------------------------------- | -------------------- |
| Spontan entstanden | Russenorsk u. a.               | Tok Pisin u. a.              | Chinesische Schriftzeichen      | Gebärdensprache der Prärie-Indianer, International Sign |                      |
| Konstruiert        | Damin (nicht zwischenvölkisch) | Esperanto, Interlingua u. a. | Bliss-Symbole u. a. Pasigrafien | Gestuno (für Taube)                                     | Solresol             |

Bei konstruierten Sprachen unterscheidet man oft zwischen apriorischen und aposteriorischen. Die aposteriorischen stützen sich auf eine oder meistens mehrere Quellsprachen, während das bei den apriorischen, zum Beispiel den philosophischen Sprachen des 17. Jahrhunderts, bei Solresol und bei den logischen Sprachen des 20. Jahrhunderts, wie Loglan und Lojban nicht offensichtlich ist. Spontan entstandene Interlinguae sind durchwegs aposteriorisch oder ikonisch (mit abbildenden oder nachahmenden Zeichen).

## Eingeschränkte Definitionen
Manche Autoren interpretieren die Interlinguistik in eingeschränkter Weise, wobei die spontan entstandenen Interlinguae oft unberücksichtigt bleiben. Dabei kann man im Wesentlichen drei Definitionsgruppen unterscheiden. Danach wäre Interlinguistik
1. die Wissenschaft von den internationalen Hilfssprachen (entweder sowohl Ethnosprachen als auch Plansprachen in ihrer Funktion als linguae francae, oder begrenzt auf Plansprachen),
2. die Wissenschaft von der internationalen sprachlichen Kommunikation, ihren Bedingungen und Mitteln,
3. kontrastive Linguistik, Linguistik der Mehrsprachigkeit.

Nach Meinung einiger Autoren befasst sich die Interlinguistik mit Ethnosprachen und Plansprachen in ihrer Rolle als Welthilfssprachen (Weltverkehrssprachen), so bereits Jules Meysmans und später Hermann Ölberg, Marcel Monnerot-Dumaine, Alexandr Duličenko, Sergej Kuznecov und andere bekannte Interlinguisten. Am verbreitetsten hingegen ist die Auffassung, dass sich die Interlinguistik ausschließlich mit Plansprachen befasst. Dabei kann man zwei Varianten unterscheiden, und zwar eine konstruktive und eine deskriptive Plansprachenwissenschaft:
- Die konstruktive Plansprachenwissenschaft geht auf den Anglisten und Interlinguisten Otto Jespersen zurück. Er war der Auffassung, dass man durch Sprachvergleich die Kriterien und Grundlagen für die Konstruktion einer idealen Plansprache finden könne.[7] Nach dieser Auffassung ist Forschung mit dem Ziel, die Kommunikation zwischen Verschiedensprachigen zu optimieren, ein zentrales Anliegen der Interlinguistik, wobei der gedachte Verwendungsbereich einer entsprechenden Plansprache (zum Beispiel global oder innerhalb eines vielsprachigen Staates) eine wesentliche Rolle spielt. Für Valter Tauli ist die Interlinguistik ein Teil der Sprachplanung.[8] Die Prinzipien, die er für die Sprachplanung von Nationalsprachen aufstellt, sind ebenso, jedoch in durchgreifender Weise, auf Plansprachen anwendbar. Es ist auffällig, dass diese Prinzipien Entsprechungen in den Grice’schen Konversationsmaximen haben. Die Konversationsmaximen beschreiben die zweckmäßige Gestaltung von Gesprächsbeiträgen, und um gut zu funktionieren, muss eine Sprache eben so beschaffen sein, dass sie ein wohlgestaltetes Gespräch ermöglicht.[9]

- Die deskriptive Plansprachenwissenschaft sieht weniger die Konstruktion neuer Plansprachen als vielmehr die Erforschung der vorhandenen, ihren Vergleich und ihre Kritik als das Hauptanliegen der Interlinguistik an. Für Alicja Sakaguchi ist die Interlinguistik ausschließlich Plansprachenwissenschaft. Sie unterscheidet die „allgemeine“ und die „spezielle“ Interlinguistik und definiert wie folgt: „Die allgemeine Interlinguistik hat zum Ziel, mögliche Strukturen und Leistungen von Plansprachen sowie deren Beziehungen zu natürlichen Sprachen und zu anderen semiotischen Systemen zu erforschen. Sie ist vorwiegend theoriebezogen. Die spezielle Interlinguistik hingegen beschäftigt sich mit der Beschreibung einzelner Plansprachen und der in diesen Sprachen eventuell vorhandenen Literatur. Sie ist vorwiegend empiriebezogen, deskriptiv“.[10]

Wiederum andere Autoren sind der Meinung, dass die Interlinguistik neben den Mitteln auch die internationalen Kommunikationsprozesse, ihre Bedingungen und Wirkungen mit allen ihren Aspekten erforschen müsse. Artur Bormann postuliert eine neue selbständige interdisziplinäre Wissenschaft. Er fordert, dass interlinguistische Forschung politische, ökonomische und andere Gesichtspunkte, folglich den gesamten Kommunikationsprozess, in ihre Betrachtung einbeziehen müsse. Für ihn „[…] ist die Interlinguistik […] der Zweig der Wissenschaft, der die allgemein-politischen, kulturellen, soziologischen und linguistischen Fragen einer von allen Menschen in den internationalen Beziehungen gleichermaßen zu gebrauchenden gemeinsamen Sprache, der internationalen Sprache, erforscht […].“ Bormann denkt an eine Wissenschaft der Zukunft, die nicht Zweig der Linguistik ist, sondern etwas Neues darstellen soll. Wenn er „die internationale Sprache“ schreibt, meint er in erster Linie eine Plansprache.
Eine andere Gruppe von Interlinguisten, darunter Detlev Blanke, unterstreicht zwar auch den interdisziplinären Aspekt interlinguistischer Forschungen, sieht in dieser Wissenschaft jedoch eine Disziplin der Sprachwissenschaft. Er konzipierte die breiteste Definition: „Die Interlinguistik ist eine interdisziplinäre sprachwissenschaftliche Disziplin, welche die internationale sprachliche Kommunikation mit allen ihren politischen, ökonomischen, linguistischen, informationstheoretischen und anderen Aspekten erforscht.“
Die internationalen Kommunikationsprozesse, ihre Bedingungen und Mittel, werden in hohem Maße durch zahlreiche Faktoren beeinflusst und können ohne interdisziplinäre Sicht nicht befriedigend untersucht werden. Also muss unter anderem geklärt werden, wie wirksam die internationale Kommunikation durch Ethnosprachen in der Rolle einer lingua franca war oder ist, welche politischen, ökonomischen, kulturpolitischen, psychologischen, juristischen, technologischen, informationspolitischen und andere Wirkungen eine solche Kommunikation hatte oder hat, welche Alternativen andere Kommunikationsmittel, zum Beispiel Plansprachen, bieten könnten.
Hierbei sind nicht die Plansprachen oder/und Ethnosprachen in ihrer Funktion als Kommunikationsmittel der alleinige Gegenstand der Forschung, sondern es ist die internationale Kommunikation in ihrer Gesamtheit, mit allen ihren Aspekten. Die Plansprachenproblematik stellt aus historischen Gründen und als moderne Alternative in dieser Sicht einen Hauptbereich dar.

## Einteilungen innerhalb der Interlinguistik
Die allgemeine Interlinguistik untersucht die Rahmenbedingungen für die internationale sprachliche Kommunikation mit allen ihren oben angeführten Aspekten. Die spezielle Interlinguistik ist (nur) Plansprachenwissenschaft mit allen ihren theoretischen Grundlagen, zum Beispiel der Erforschung der Konstruktionskriterien, Strukturprinzipien, Typologien, Funktionen, der Praxis und der Kommunikationsleistung internationaler Plansprachen sowie, wenn vorhanden, ihrer Sprachgemeinschaften.
Die reine Interlinguistik beschränkt sich auf theoretische Aspekte. Die angewandte Interlinguistik wendet interlinguistische Erkenntnisse in anderen Bereichen der Wissenschaft an; zum Beispiel untersucht sie die Rolle von Plansprachen als Vorbereitung zum Erlernen von Fremdsprachen, Plansprache als Maschinen-Zwischensprache für die automatische Übersetzung und Ähnliches.

## Kontrastive Linguistik, Linguistik der Mehrsprachigkeit, Sprachkontaktforschung
Gegen die vorherrschende Traditionen des Interlinguistikbegriffs wurden in den 1960er Jahren Forschungen zu Sprachkontakten und Interferenzproblemen einer Interlinguistik zugeordnet. Den größten Einfluss hatte diesbezüglich der Romanist Mario Wandruszka, der, unter Missachtung traditionell mit Interlinguistik verbundener Inhalte, diese Bezeichnung für seine Zwecke verwendet. Für ihn ist Interlinguistik „[…] die Linguistik der Mehrsprachigkeit, der Sprachmischung und Mischsprachen, der Übersetzung und des Übersetzungsvergleichs, das Gespräch zwischen den Sprachen in uns“.